# 冰岛
冰岛（發音：[ˈistlant] ⓘ）是北欧的一个共和制岛国，位于北大西洋和北冰洋交汇处。冰岛国土面积为10.3万平方公里，人口为39万，儘管面積不大，卻是欧洲人口密度最低的国家，也是世界范围内人口密度很小的国家之一。冰岛的首都是雷克雅維克，也是冰岛的最大城市，首都附近的西南地区人口占全国的三分之二，即24萬人左右。冰岛地处大西洋中洋脊上，是一个多火山、地质活动频繁的国家。内陆主要是平原地貌，境内多分布沙質地、冷却的熔岩平原和冰川。冰岛虽然位于北极圈边缘，但有北大西洋暖流所以气温适中。
根据《殖民之书》的记述，欧洲定居者的历史最早可追溯至公元874年，維京人殷格·亚纳逊一行人是冰岛最早的永久定居者，其他更早的定居者仅在冰岛过冬。其后的几个世纪，斯堪的纳维亚人在冰岛定居，他们也带来了盖尔人奴隶。1262至1814年冰岛成为了挪威的一部分，之后属丹麥挪威聯合王國治下。1918年冰岛宣布独立并在1944年成立共和国。20世纪前，冰岛人主要依靠渔业和农业为生，冰岛亦曾是歐洲最不发达国家。二战時德國於1940年4月9日攻占了丹麥和入侵挪威，冰島暫時取得獨立。德國海軍在北海游離嚴重威脅英國使英國於1940年5月佔領了冰島，以防德軍登陸冰島威脅英國北部，1941年6月美國及加拿大軍隊進駐冰島，英美加三國占領冰島直至二战結束，可見冰島的戰略地位。漁業的工业化以及二次大战后美国马歇尔计划的援助带来了冰岛的繁荣，1990年代冰岛成为了世界最发达的国家之一。1994年冰岛加入了歐洲經濟區，其经济结构也因金融服务业的引入而趋向多元化。
冰島是聯合國、北大西洋公約組織、歐洲自由貿易聯盟、歐洲經濟區、申根公约、北歐理事會與經濟合作與發展組織的會員國，但是並未加入歐洲聯盟。冰岛为市场经济，与其他经济合作与发展组织成员国相比税率较低，并且国民拥有国家提供的健康保险和高等教育等北欧福利系统。2014年冰岛位于联合国人类发展指数的第13位。2008年冰岛发生金融危机，境内的银行国有化，冰島幣值都大幅貶值。儘管如此，當今冰島仍是全球經濟最富裕、人民生活水準最高的國家之一，且社会貧富差距極小。
冰岛文化与其他北欧斯堪地纳维亚文化有很深渊源，大多数冰岛人是斯堪地纳维亚人和盖尔人的后裔。冰岛语属北日耳曼语支，起源于古諾爾斯語并与法罗语及挪威西部方言接近。冰岛的文化遗产主要为传统冰岛菜、诗歌和中世纪的冰岛萨迦。在北约成员国中，冰岛人口最少并且是唯一没有常備军队的国家，仅有海巡部隊，冷戰時期的冰島，國防全由美軍負責。

## 历史

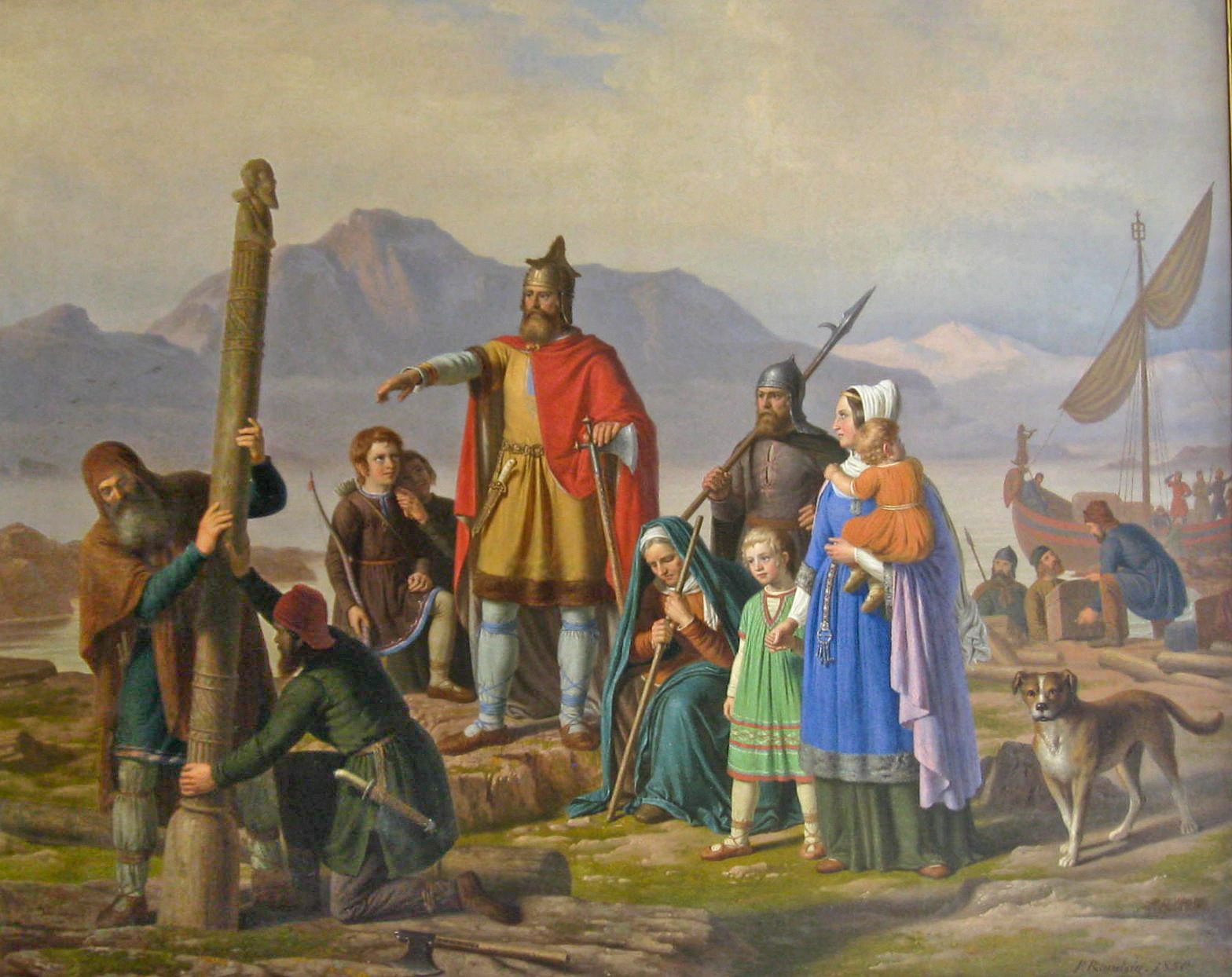
冰岛的第一批永久定居者，斯堪的纳维亚人英格尔夫·阿纳尔松

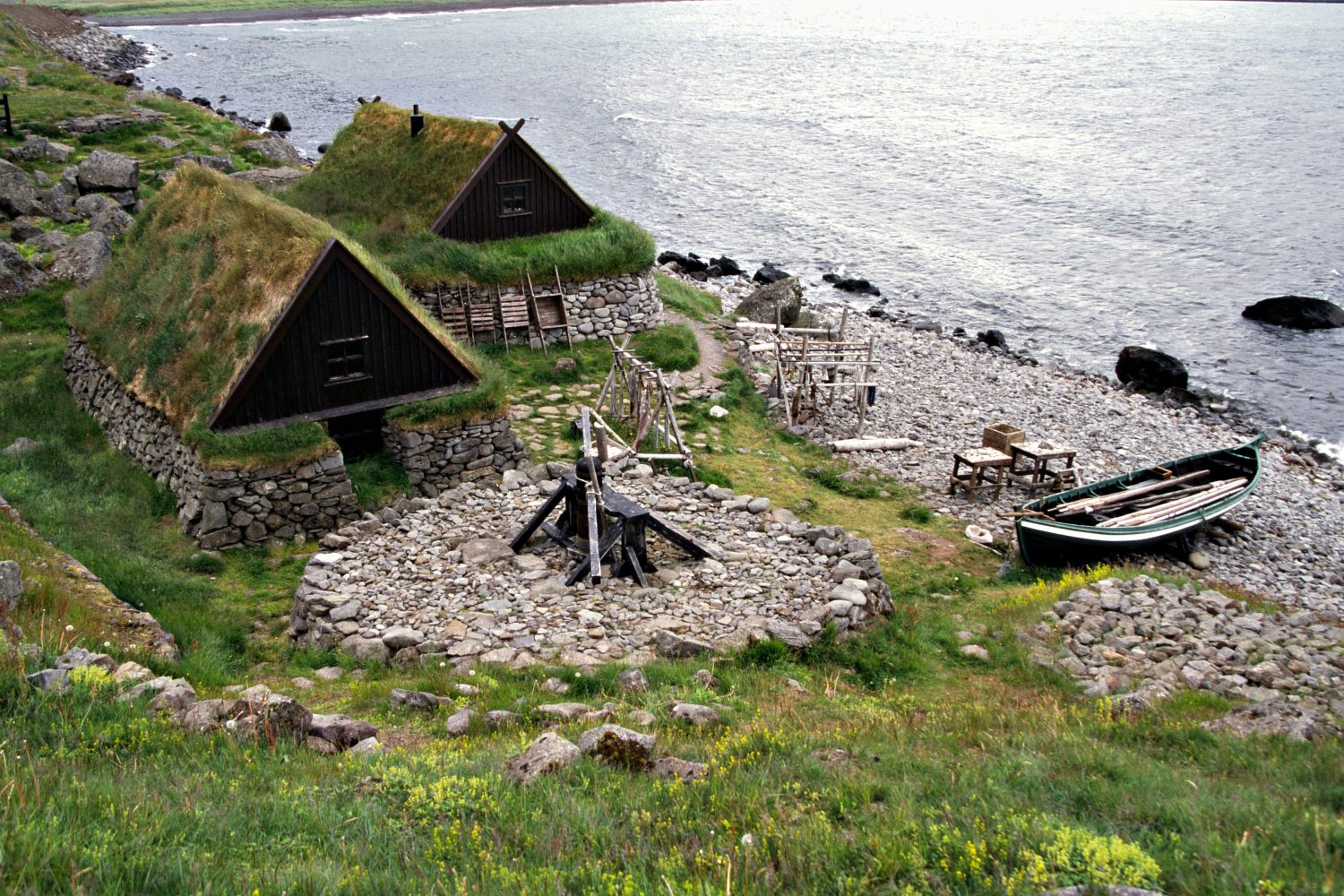
博隆加维克附近模仿早期冰岛定居者居住的建筑

斯堪的纳维亚人和凯尔特人在第9和10世纪间移民到冰岛之前，冰岛是除紐西蘭以外世界上最后一个无人居住的大岛。公元930年，建立世界上最早的议会，并成立冰岛自由邦，虽然这一议会此后并未运行多久。某些文字证据显示，爱尔兰人的僧侣曾经在北方人到达之前在冰岛生活过，不过在考古学上的证据仍然缺乏。

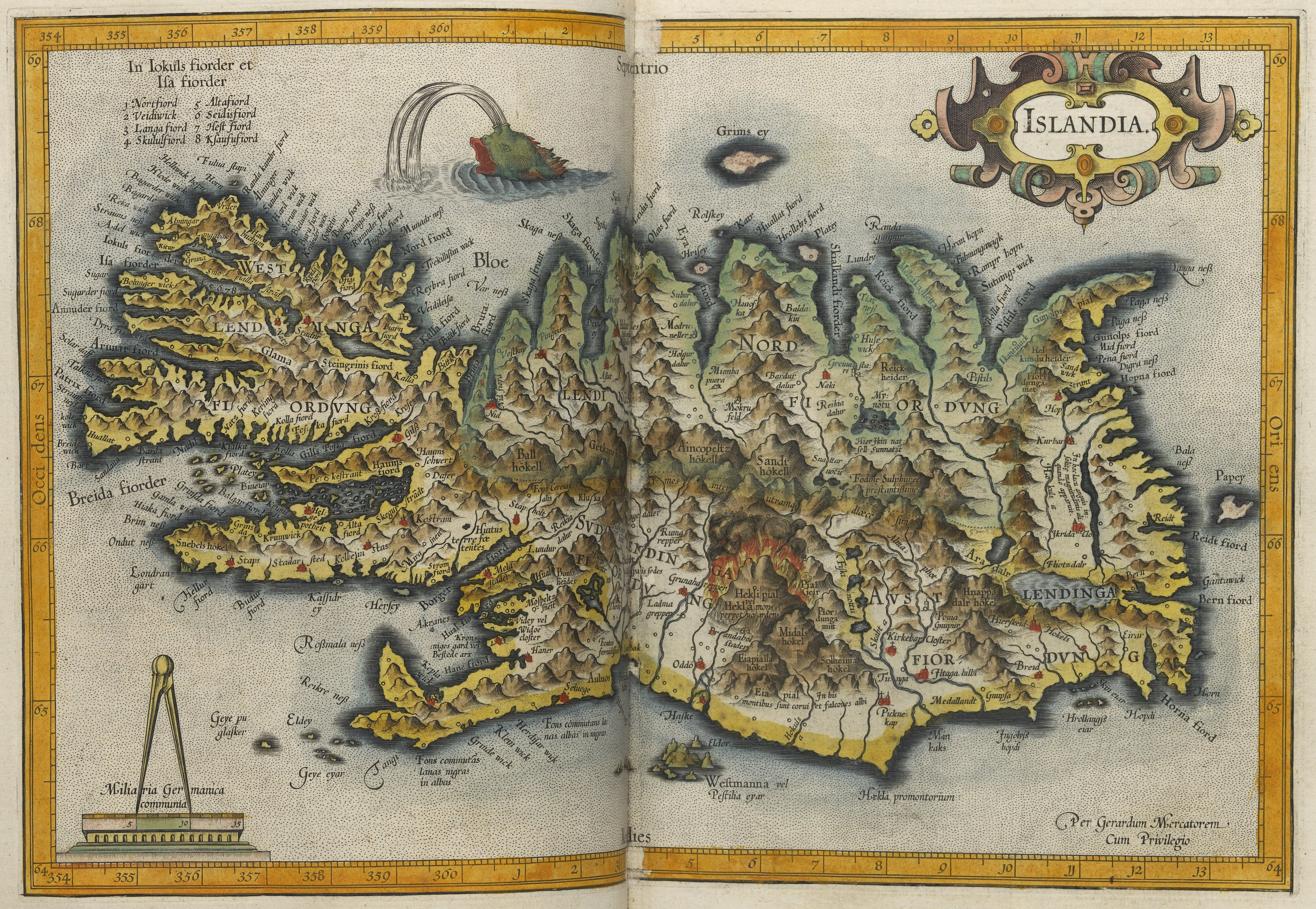
17世纪时的冰岛地图

冰岛保持了300年的独立，随后被挪威和丹麦统治。1814年丹麦-挪威联合王国根据《基爾條約》分治之前，冰岛是挪威国王的殖民地，此后成为丹麦的附属国。1874年，丹麦政府给予冰岛有限的自治，1918年，丹麥與冰島簽訂聯合法案，丹麥承認冰島王國（國王為丹麥國王兼任）為丹麥王國附屬的主權國。自此，冰島在内政方面进一步获得了类似于保護國的独立和主权，外交和国防方面丹麦仍保留权力。1940年，德國在二战期间占领丹麦，冰岛迅速宣布脱离丹麦的控制，独立行使主权，保持中立状态不变，冰島議會宣布冰島政府從丹麥國王收回冰島外交及其他事務的權力。同年英国担心冰岛倒向德国为进攻英国创造更好的条件，於是占領了冰島，次年美軍接替英軍駐守島上。丹麦国王继续保持法律上的统治直到1944年冰岛共和国成立。
新的冰岛共和国是北约的成员国，并于1949年和美国签订了防卫冰岛的协议。根据这一协议，美国在凯夫拉维克设有军事基地，一直到2006年9月底美军单方面撤出。到目前为止冰岛还没有自己的军隊。
战后几十年来，冰岛的经济依赖于渔业，并因为这一资源和周边国家发生过数次冲突，其中包括和英國著名的“鳕鱼战争”。近年，因為大量投资重工业，冰島经济逐渐多样化，炼铝业发展起来，经济不断自由化和私有化。2008年冰島发生了金融危机，并引发了一系列政治運动和变动。冰岛通过EEA成为了欧洲经济区的成员，但未加入欧盟。2009年7月17日，冰岛政府向欧盟轮值主席国瑞典和歐盟委员会正式申请加入欧盟，但於2015年3月12日宣布放棄加入歐盟。

## 政治

### 政府

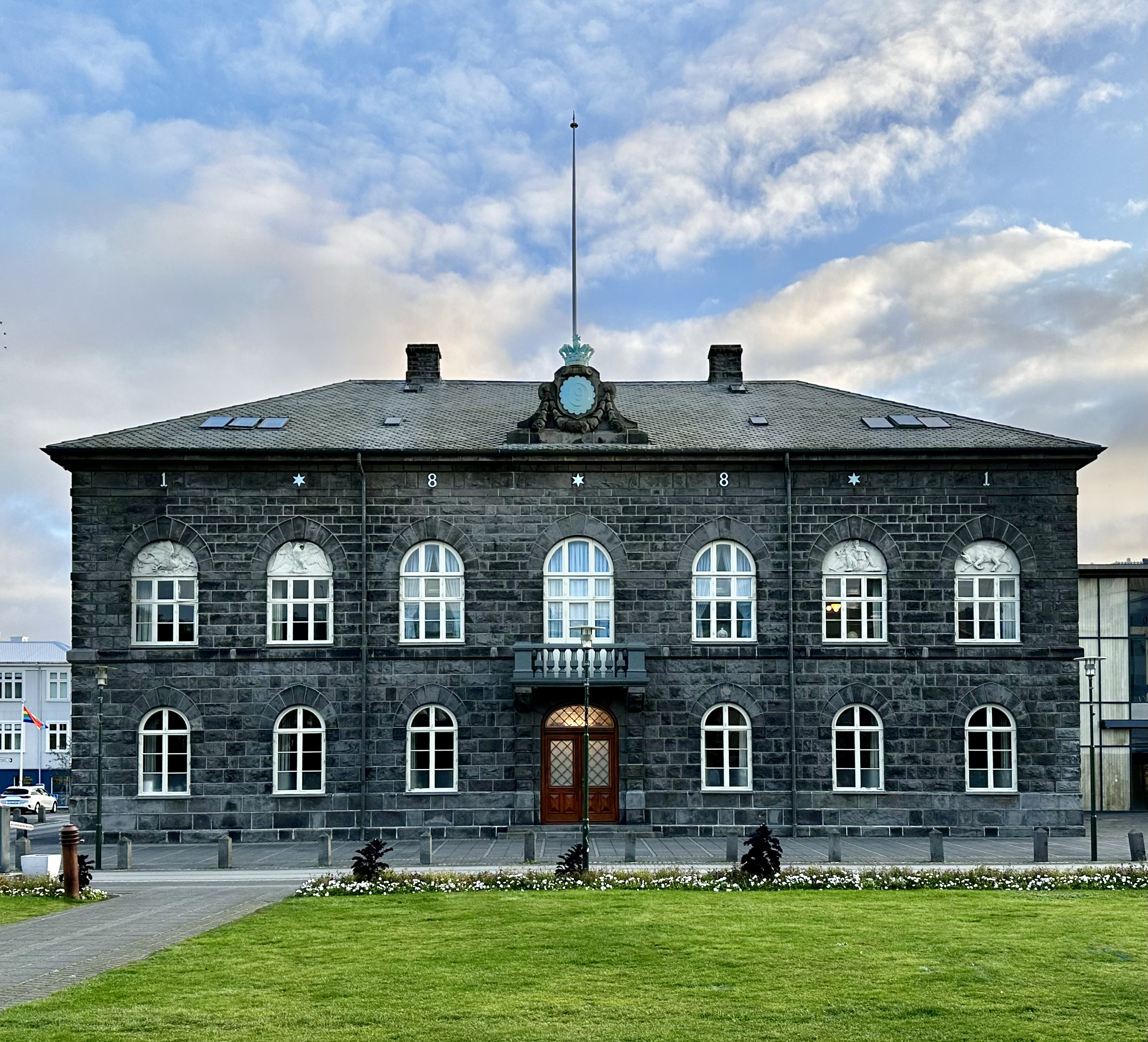
位于雷克雅未克的冰岛议会

冰岛的阿尔庭建立于930年，是世界上最早的現代议会。
现在的國會自1991年實行一院制，共有63名成员，一般由全国人民每四年选举一次。
国家元首是总统，任期四年，可以連任，不限次數。
政府首脑是总理，由总统任命，与他的内阁一起履行政府的行政职责。
2007年5月12日，举行议会选举。在共63个席位中，独立党赢得24席，社會民主聯盟获得18席，左翼绿色运动获得9席，进步党获得8席，冰岛自由党获得4席。
2009年4月25日，因金融危机导致独立黨进步黨联合政府倒台后提前2年举行了全国大选，社民盟、独立党、左翼绿党、进步党和公民运动等五党分享63个议会席位。组成联合政府的社民盟和左翼绿党总共获得34席，占微弱多数。原第一大党独立党退居第二，首次失去冰島獨立以來第一大黨的地位，自由党失去议员席位。
2013年4月28日，冰岛进步党与独立党组成的中間偏右联盟在冰岛议会选举中获胜，两党合共获得议会总共63个席位中的38个。经过持续近一个月的组阁谈判，两党同意由西格蒙杜尔·古恩劳格松出任总理，独立党主席布亚尼·本尼迪克特松出任经济与财政部长。
2016年提前舉行的議會選舉，独立党成為第一大黨，左翼绿党成為第二大黨，海盜黨成為第三大黨，受巴拿馬文件影響的进步党議席大減。選舉後經過三個月的政治組閣談判，独立党與兩個中間派政黨組成聯合政府，独立党主席布亚尼·本尼迪克特松出任總理。

### 行政区划
冰岛按不同的方式划分成地区、选区或者市镇。划分成八个地区的方式主要是用于统计目的。地区法院的管辖范围也使用这种划分方式的旧版本。2003年以前，冰岛议会的选区跟这些地区相同。但通过修订宪法后，改成了现在的六个选区：
- 雷克雅未克北部选区和雷克雅未克南部选区（都市地区）
- 西南选区（围绕雷克雅未克的四个不相连的郊区地区）
- 西北选区和东北选区（冰岛北半部分成两半）
- 南部选区（冰岛南半部，不包括雷克雅未克及其郊区）

选区的调整是为了平衡全国各地的选票权重，因为以前在人口稀少地区的选票会比雷克雅未克都市地区的选票有更大的权重。新的选区划分方式减少了这种不平衡，但并未完全取消。
2024年时冰岛还划分为62个市镇，这些市镇管理诸如学校、交通和土地使用规划等本地事务。市镇是冰岛实际上的二级行政区，因为选区除了在选举事务及统计目的之外没有相关用途。雷克雅未克是人口数量最多的市镇，大约是排名第二的科帕沃于尔的人口数量的四倍。

冰岛地区区划图
冰岛选区区划图
2021年冰岛市镇区划图

### 國防安全
冰島是唯一沒有常備軍的北約成員國，國防事務主要由海岸警衛隊，負責水域巡邏、監控領空，以及國家安全和特種部隊等工作。海岸警衛隊由三艘艦艇和四架飛機組成，並配備有輕武器、艦艇砲和防空雷達站。海岸警衛隊所負責的冰島防空系統是國防的一部分，從地面對領空進行監視。
2006 年以前，冰島與美國訂有條約，由美國營運海軍航空站以保護冰島，現改由冰島海岸警衛隊自行運營，美國和其他北約盟國成員定期訪視。冰島與挪威、丹麥和其他北約國家訂有協議，在軍事和其他國防安全上進行合作。冰島每年都舉行名為「北維京人」 (Northern Viking) 的北約聯合演習。 1997 年，開始舉辦「和平夥伴關係」(PfP) 多邊演習，定名為「合作保障」 (Cooperative Safeguard) ，俄羅斯也有派員參與。
國家警察部隊下設有反恐特別部隊，國家安全單位負責國防情報行動，還有一個外交危機應對小組（ICRU），負責在國際上參與部署小型維和部隊。冰島支持國際和平行動，曾派遣人員參與維和部隊 (SFOR)、駐科索沃部隊 (KFOR) 和國際安全援助部隊 (ISAF)。

## 地理

冰岛地形圖

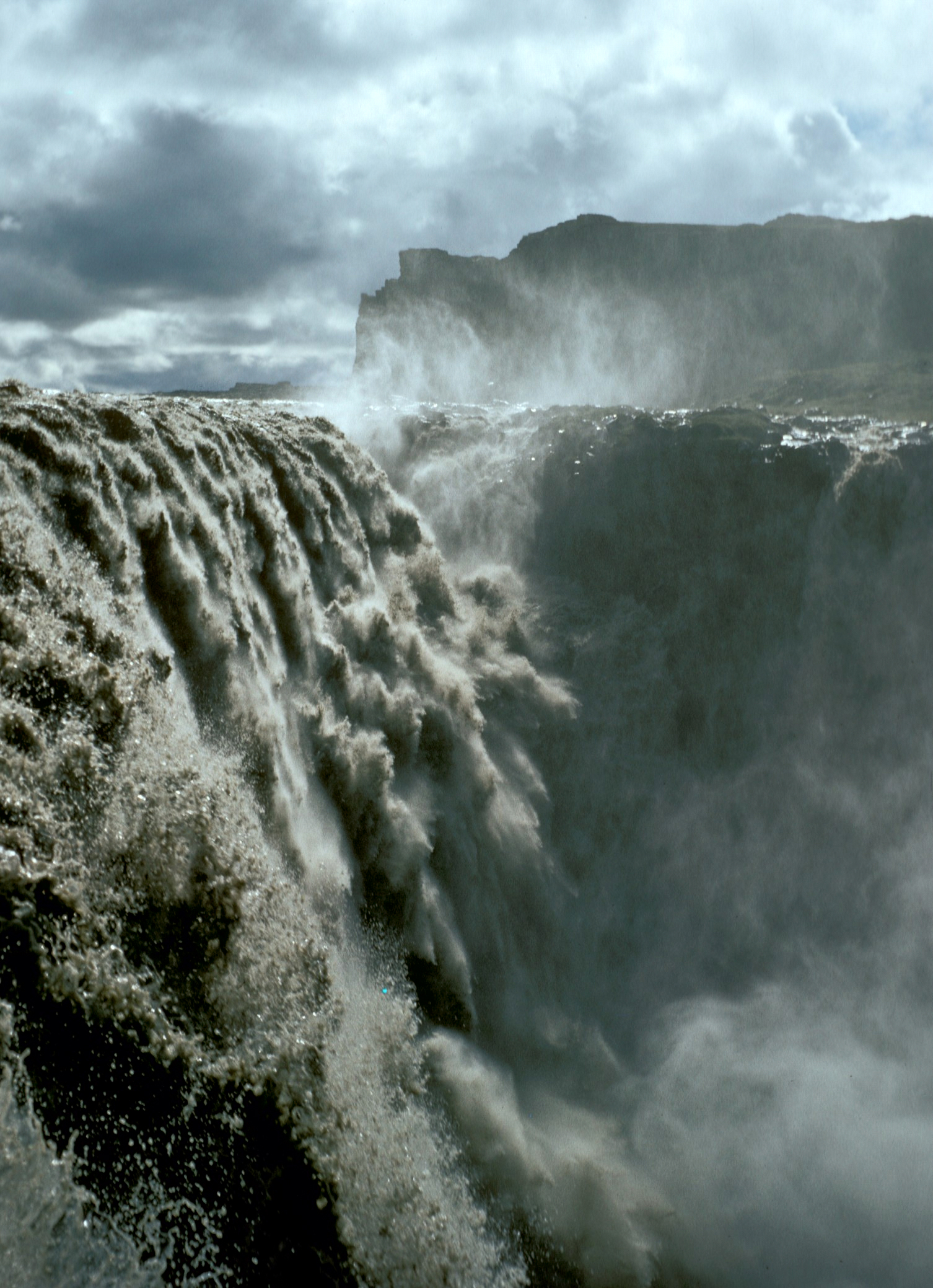
黛提瀑布位于冰岛东北方，是欧洲最高、最汹涌的瀑布

### 位置
西隔丹麦海峡与格陵兰岛相望，东临挪威海，北面格陵兰海，南界大西洋。属北欧国家，面积10.3万平方公里。

### 地质
早中新世晚期以来，由大西洋中洋脊裂谷溢出的上地幔物质堆积而成，属于火山岛。组成冰岛的岩石都是火山岩，以玄武岩分布最广，还有安山岩、流纹岩等。
岛上多火山，以“极圈火岛”之名著称，共有火山200至300座，有40至50座活火山。主要的火山都是盾狀火山，有拉基火山、華納達爾斯火山、海克拉火山與卡特拉火山等等。火山流出的熔岩都是基性。1963年至1967年在西南岸的火山活動形成了一個約2.1平方公里的小島。地熱資源豐富，溫泉的數量是全世界之冠，全島約有250個鹼性溫泉，最大的溫泉每秒可產生200升的泉水。
基本地勢方面，整個冰島是个碗状高地，四周为海岸山脉，中间为一高原。大部分是台地，台地高度大多在400至800米之间，个别山峰可达1300至1700米，冰岛最高峰是華納達爾斯火山（2119米）。低地面积很小，西部和西南部分布有海成平原和冰水冲积平原，平原面积占全岛的7％左右。無冰川流過的海岸線不規則，多峽灣、小海灣。其他沿海地區主要為沙灘，岸外的沙洲形成潟湖。

### 气候
地处高纬度，南部属于温带海洋性气候，北部属于苔原气候。
北大西洋暖流主要从其南面經过，并有一枝暖流绕行于它的西面和北面。所以虽然地处北极圈附近，冬季气温并不低，夏季气温全岛在7至12摄氏度之间。
处于冰岛低压中心附近，天气多变。气旋给冰岛帶来丰沛的降水，西南部和西部年均降水量在1000至2000毫米之间，北部和东北部较少，为400至600毫米。无论什么季节，都有可能下雨和雪。
| 1961–1990年间冰岛雷克雅維克             | 1961–1990年间冰岛雷克雅維克 | 1961–1990年间冰岛雷克雅維克 | 1961–1990年间冰岛雷克雅維克 | 1961–1990年间冰岛雷克雅維克 | 1961–1990年间冰岛雷克雅維克 | 1961–1990年间冰岛雷克雅維克 | 1961–1990年间冰岛雷克雅維克 | 1961–1990年间冰岛雷克雅維克 | 1961–1990年间冰岛雷克雅維克 | 1961–1990年间冰岛雷克雅維克 | 1961–1990年间冰岛雷克雅維克 | 1961–1990年间冰岛雷克雅維克 | 1961–1990年间冰岛雷克雅維克 |
| 月份                                    | 1月                         | 2月                         | 3月                         | 4月                         | 5月                         | 6月                         | 7月                         | 8月                         | 9月                         | 10月                        | 11月                        | 12月                        | 全年                        |
| --------------------------------------- | --------------------------- | --------------------------- | --------------------------- | --------------------------- | --------------------------- | --------------------------- | --------------------------- | --------------------------- | --------------------------- | --------------------------- | --------------------------- | --------------------------- | --------------------------- |
| 平均高温 °C（°F）                       | 1.9 (35.4)                  | 2.8 (37.0)                  | 3.2 (37.8)                  | 5.7 (42.3)                  | 9.4 (48.9)                  | 11.7 (53.1)                 | 13.3 (55.9)                 | 13.0 (55.4)                 | 10.1 (50.2)                 | 6.8 (44.2)                  | 3.4 (38.1)                  | 2.2 (36.0)                  | 7.0 (44.6)                  |
| 平均低温 °C（°F）                       | −3.0 (26.6)                 | −2.1 (28.2)                 | −2.0 (28.4)                 | 0.4 (32.7)                  | 3.6 (38.5)                  | 6.7 (44.1)                  | 8.3 (46.9)                  | 7.9 (46.2)                  | 5.0 (41.0)                  | 2.2 (36.0)                  | −1.3 (29.7)                 | −2.8 (27.0)                 | 1.9 (35.4)                  |
| 来源1：冰岛气象局                       |                             |                             |                             |                             |                             |                             |                             |                             |                             |                             |                             |                             |                             |
| 来源2：雷克雅未克气象站（#1）平均温度表 |                             |                             |                             |                             |                             |                             |                             |                             |                             |                             |                             |                             |                             |

| 1961–1990年间冰岛阿克雷里               | 1961–1990年间冰岛阿克雷里 | 1961–1990年间冰岛阿克雷里 | 1961–1990年间冰岛阿克雷里 | 1961–1990年间冰岛阿克雷里 | 1961–1990年间冰岛阿克雷里 | 1961–1990年间冰岛阿克雷里 | 1961–1990年间冰岛阿克雷里 | 1961–1990年间冰岛阿克雷里 | 1961–1990年间冰岛阿克雷里 | 1961–1990年间冰岛阿克雷里 | 1961–1990年间冰岛阿克雷里 | 1961–1990年间冰岛阿克雷里 | 1961–1990年间冰岛阿克雷里 |
| 月份                                    | 1月                       | 2月                       | 3月                       | 4月                       | 5月                       | 6月                       | 7月                       | 8月                       | 9月                       | 10月                      | 11月                      | 12月                      | 全年                      |
| --------------------------------------- | ------------------------- | ------------------------- | ------------------------- | ------------------------- | ------------------------- | ------------------------- | ------------------------- | ------------------------- | ------------------------- | ------------------------- | ------------------------- | ------------------------- | ------------------------- |
| 平均高温 °C（°F）                       | 0.9 (33.6)                | 1.7 (35.1)                | 2.1 (35.8)                | 5.4 (41.7)                | 9.5 (49.1)                | 13.2 (55.8)               | 14.5 (58.1)               | 13.9 (57.0)               | 9.9 (49.8)                | 5.9 (42.6)                | 2.6 (36.7)                | 1.3 (34.3)                | 6.7 (44.1)                |
| 平均低温 °C（°F）                       | −5.5 (22.1)               | −4.7 (23.5)               | −4.2 (24.4)               | −1.5 (29.3)               | 2.3 (36.1)                | 6.0 (42.8)                | 7.5 (45.5)                | 7.1 (44.8)                | 3.5 (38.3)                | 0.4 (32.7)                | −3.5 (25.7)               | −5.1 (22.8)               | 0.2 (32.4)                |
| 来源1：冰岛气象局                       |                           |                           |                           |                           |                           |                           |                           |                           |                           |                           |                           |                           |                           |
| 来源2：雷克雅未克气象站（#1）平均温度表 |                           |                           |                           |                           |                           |                           |                           |                           |                           |                           |                           |                           |                           |

### 水土

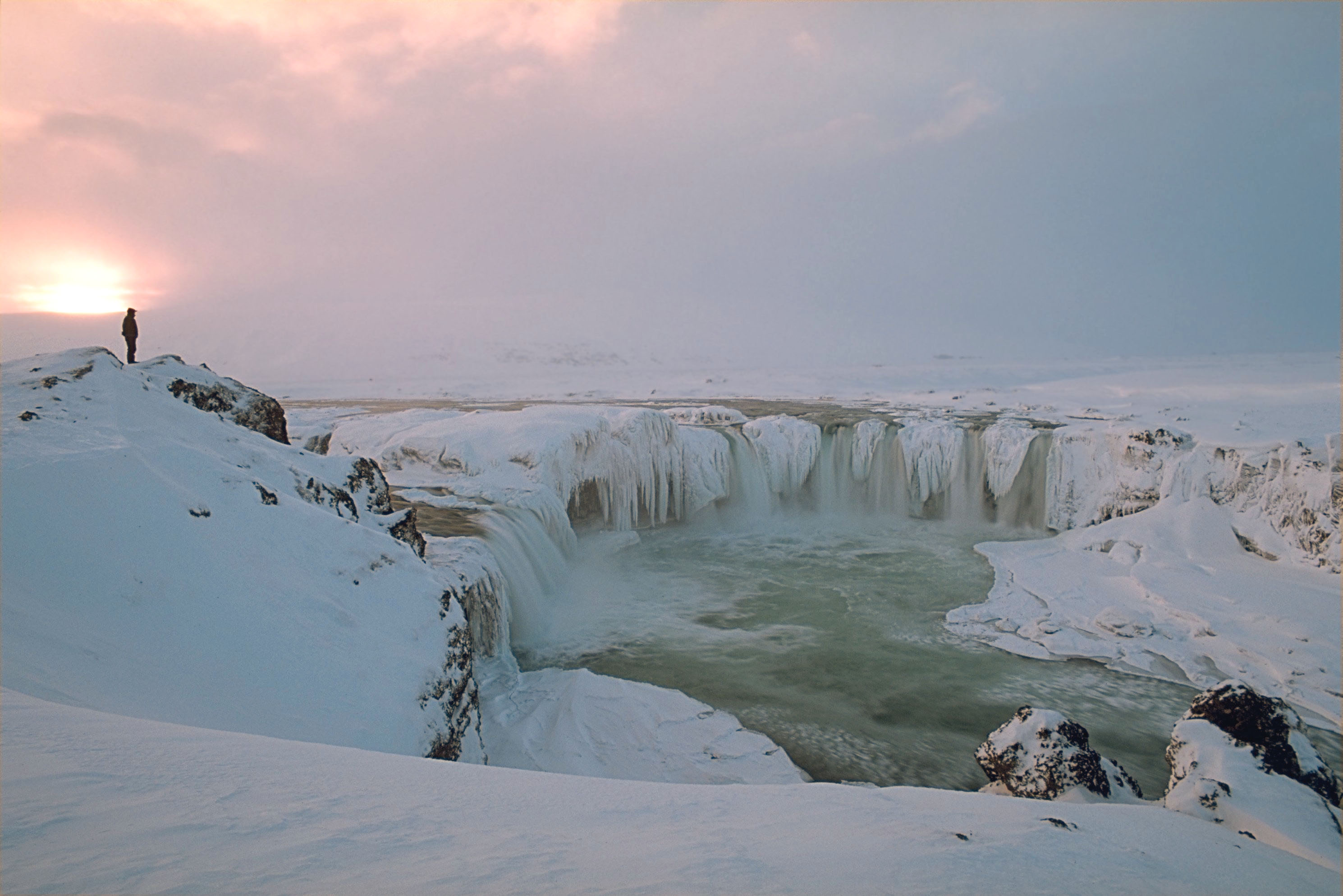
冬季夕阳下的冰岛神瀑

河流呈發射状由中部高原向外流出，主要的河流有：菲约德勒姆冰河等。
冰岛不仅是第四纪冰帽的中心，而且高原上仍有现代冰川分布，主要是盾形的冰蓋，也有少量的冰斗冰川，面积占全岛的11.5％。主要有瓦特纳冰原、朗格冰原、霍夫斯冰原及米达尔斯冰原，其中瓦特纳冰原面积达8450平方公里，厚度在几百米到2千米之间，是除南极和格陵兰之外世界最大的冰川。

### 植被
苔原广布，草地面积占24%，故畜牧业较为发达。森林面积占1.37%左右，分布在背风和向阳的山坡和谷地中，以桦树灌木林为主，近几十年引进不少欧美耐寒松柏，长势良好。

### 主要城市
冰岛主要城市有首都雷克雅未克、阿克雷里、哈布纳菲厄泽、凯夫拉維克及科帕沃于爾。

## 经济

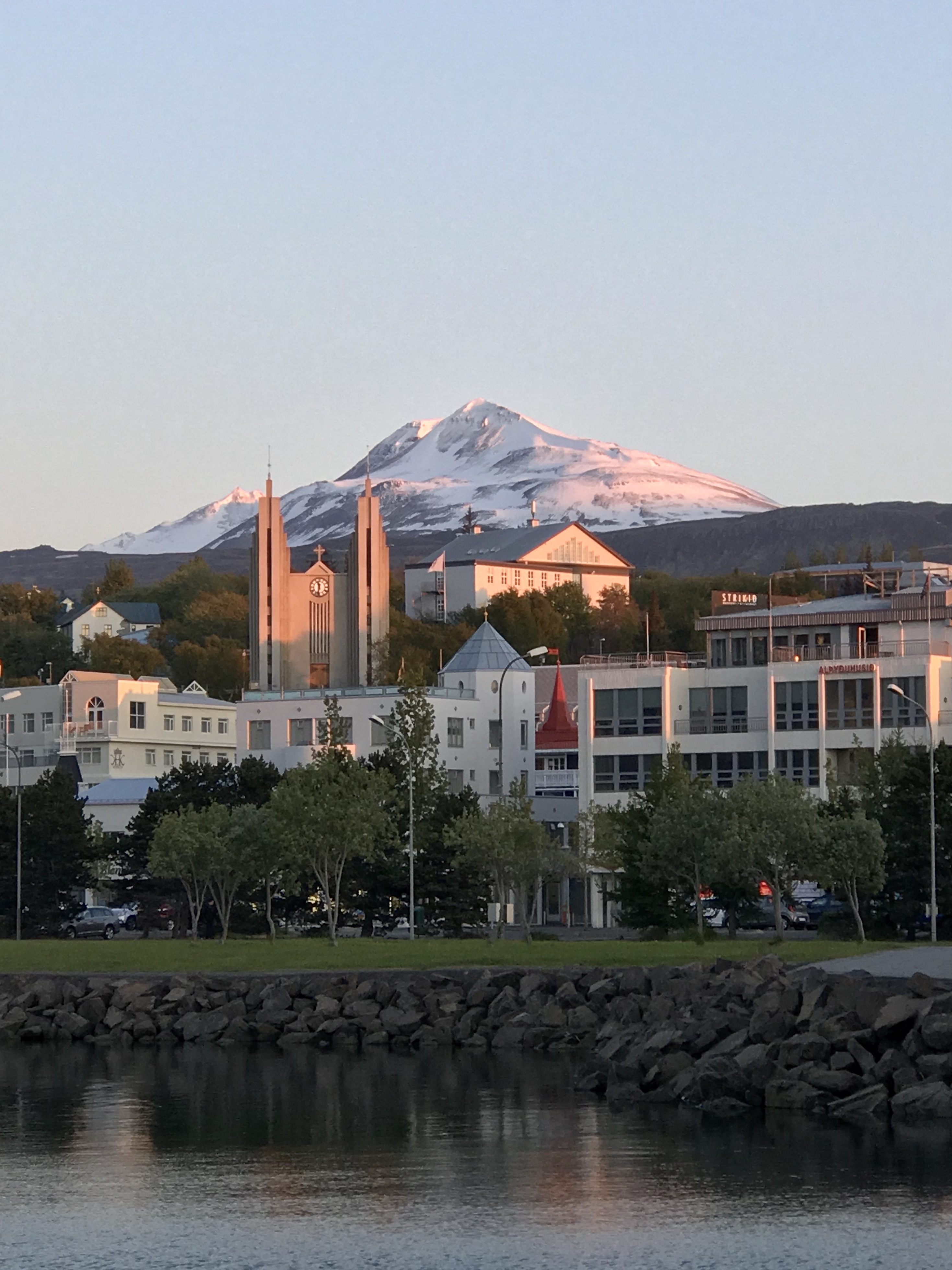
阿克雷里是大雷克雅未克区之外的最大城市，大多数的乡村及城镇居民以捕鱼为生，鱼类佔冰岛出口40%

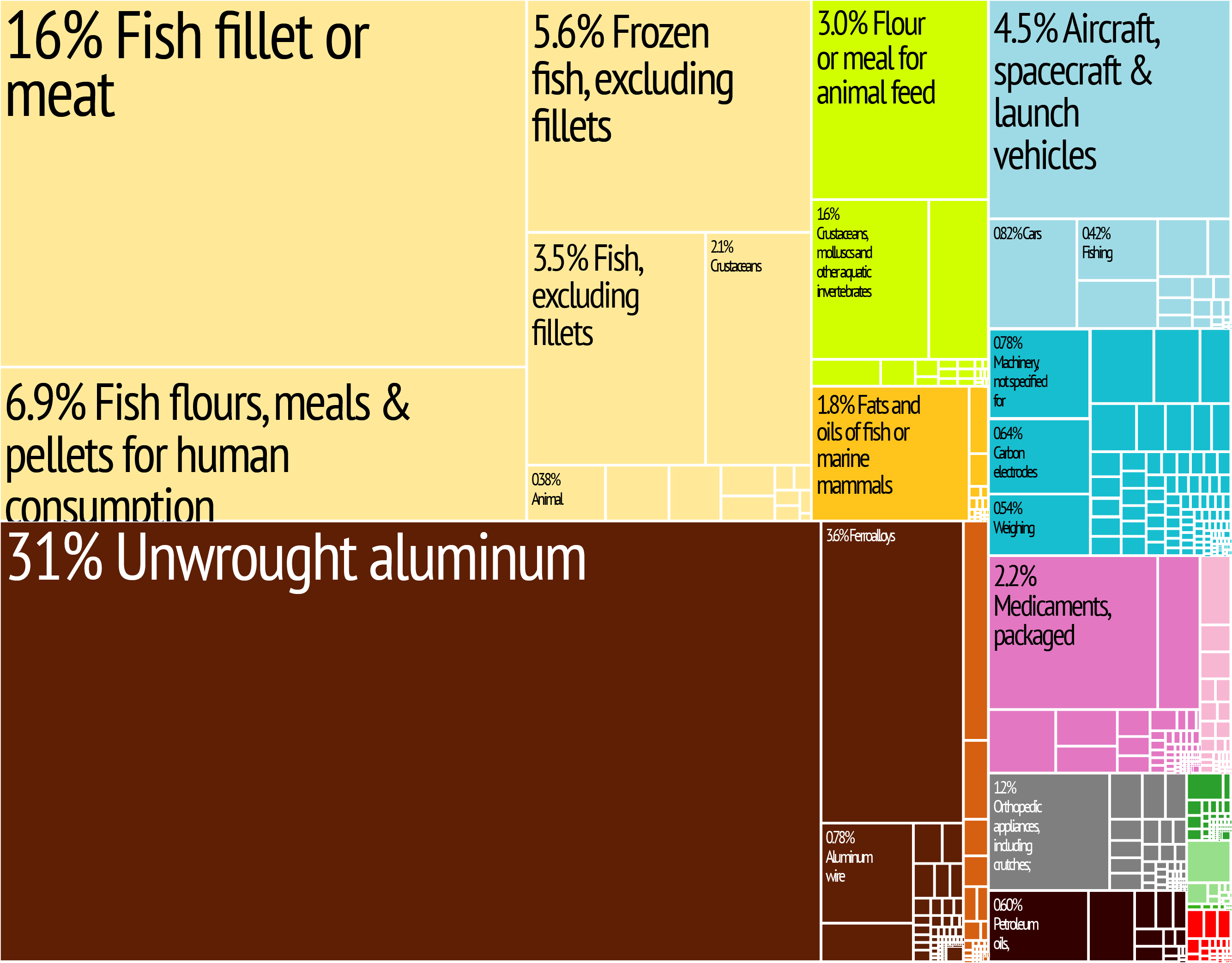
冰岛的出口结构

冰岛经济主要依靠海洋渔业。渔业佔冰岛60%的出口收入，雇用了8%的劳工。
2005年家庭最终消费增长11.9%以及固定资产构成增长34.5%是国内生产总值（GDP）增长的主要原因。进口28.4%的增长导致经常帐户贸易赤字达1620亿克朗（24.3亿美元），占GDP的16.3%，贸易赤字严重影响了GDP增长。
2006年冰岛GDP为11417亿克朗（181亿美元），GDP年增长2.6%，人均GDP突破60,000美元，达到60,370美元。比2005年7.5%的年增长大幅度下跌。2005年国民总收入（GNI）增长率超过6.7%，主要得益于贸易改善和基本收入净支出减少。
2008年冰島面臨金融危機。在過去一年內，冰島貨幣對歐元的匯率大跌8成。9月30日，接管了全國第三大銀行。10月7日，更接管了全國第二大銀行－冰島國家銀行（Landsbanki Islands）。冰島國會並且緊急立法減低金融危機的衝擊。因為這些銀行的資產是冰島140億歐元的国内生产总值（GDP）的9倍，冰島可能要面對銀行破產。總理盖尔·哈尔德曾警告冰島正面臨全國破產的危機。

### 農業
根據1980年的統計，魚生產量有1,500,839噸、乾草3,879,000立方公尺、馬鈴薯15,341噸、蘿蔔902噸、綿羊827,927隻、馬52,346匹，牛59,933隻、豬12,965隻、家禽310,724隻。

### 工業
能源工业

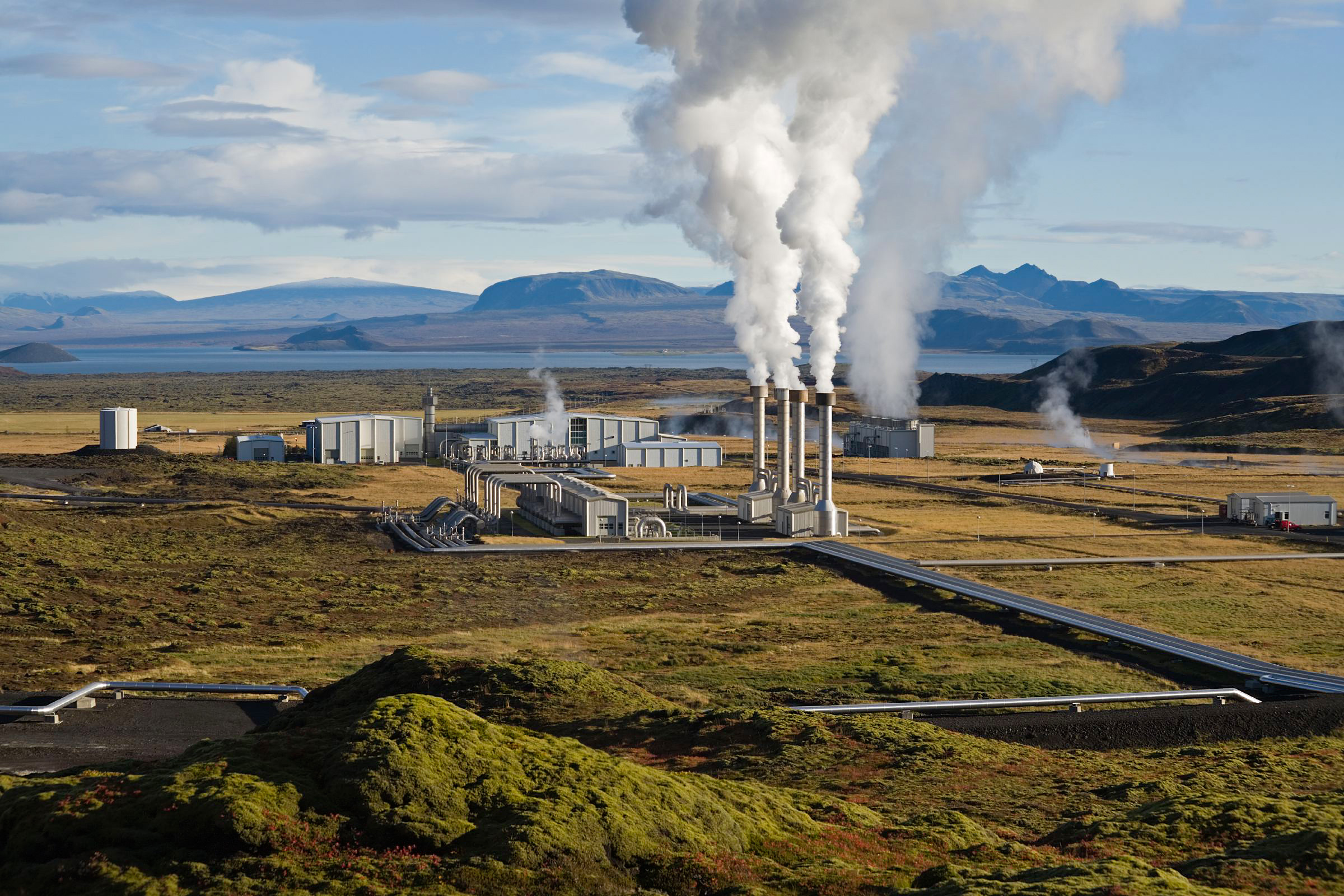
冰島的内夏韦德利地热站

冰岛水力和地热资源得天独厚，能源工业非常发达，电力充沛，价格低廉。地热利用开发技术全球独有。
冶金工业
以炼铝、炼钢等高耗能产业在冰岛得到快速发展。目前已经有年产量17.8万吨，7万吨和9万吨的3个炼铝厂和一个年产量12万吨的硅钢厂外，目前建设的冰岛Reydarfjordur铝厂（年产铝32万吨）和扩建Grundartangi铝厂（年产铝17万吨）。到2008年，冰岛的铝年产量将达76万吨。冰岛将成为世界铝生产大国之一，其产量将占世界铝产量（1300-1400万吨）的5%。
另外，在冰岛Reykjanes半岛和冰岛北部兴建铝厂（年产铝30-40万吨）的计划正在酝酿中。
生物医药业
冰岛生物制药业近年飞速发展，目前已位于世界第四，成为冰岛主要经济支柱之一。这主要得益于冰岛生物医学和基因研究的先进和发展。
建筑材料工业
水泥、保温材料、铝瓦楞版、油漆涂料等不仅能满足国内需要，还大量出口。
汽车改装业
拥有将普通吉普改装成具有大功率大尺寸轮车在冰川、高山、熔岩等地区行驶的特种吉普车的专利技术和设备。
计算机软件业
游戏、商业、防毒杀毒、教学及实验室软件发达，是世界主要软件出口国之一。
冰岛捕鲸业
冰岛的捕鲸业非常发达，这是他们的传统习俗，主要的鯨肉出口市場是日本，但日本在 2019 年重新開放商業捕鯨活動後，對冰島鯨肉的需求大減。

### 旅遊業

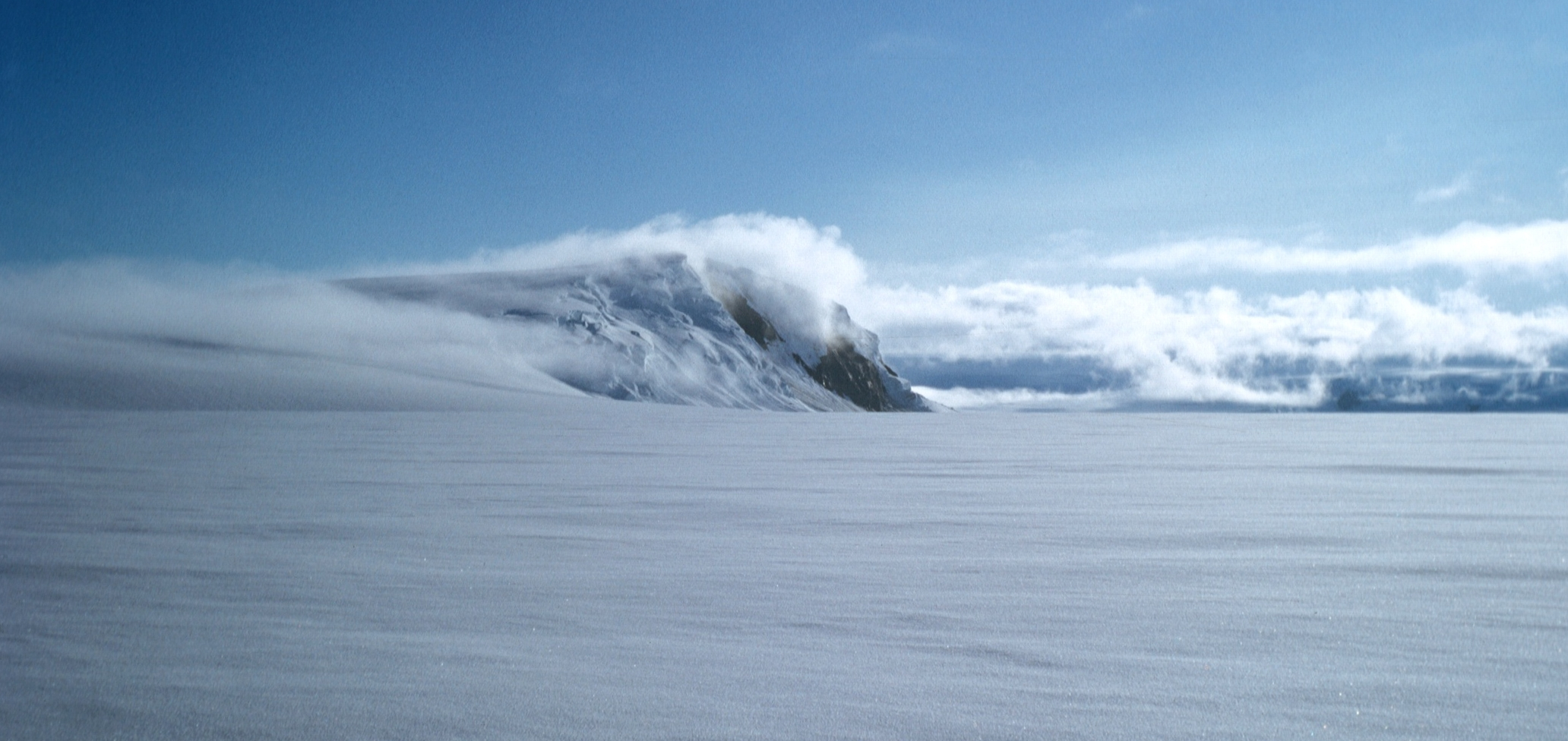
瓦特纳·约库鲁冰川上的火山湖

冰岛自然风光独特，有很多只有冰岛才有的特色旅行项目，冬季冰岛还是热门的看北极光的目的地。冰岛曾多次被著名媒体评为最佳旅行目的地，包括《動物星球》、《國家地理雜誌》、《卫报》等。2008年金融危机之后，冰岛克朗大幅贬值。作为重振经济的举措之一，冰岛开始有意吸引外国游客前来观光旅游，冰岛旅游业迎来爆发式增长。自2010年以来，冰岛的游客数目不断刷新。2018年，前往冰岛的游客数量突破230万，冰岛由此成为世界上游客/居民比例最高的国家。。不过在冰岛越来越受欢迎的同时，旅游业的发展也带来了一些负面影响，引起冰岛本地人的热烈讨论。

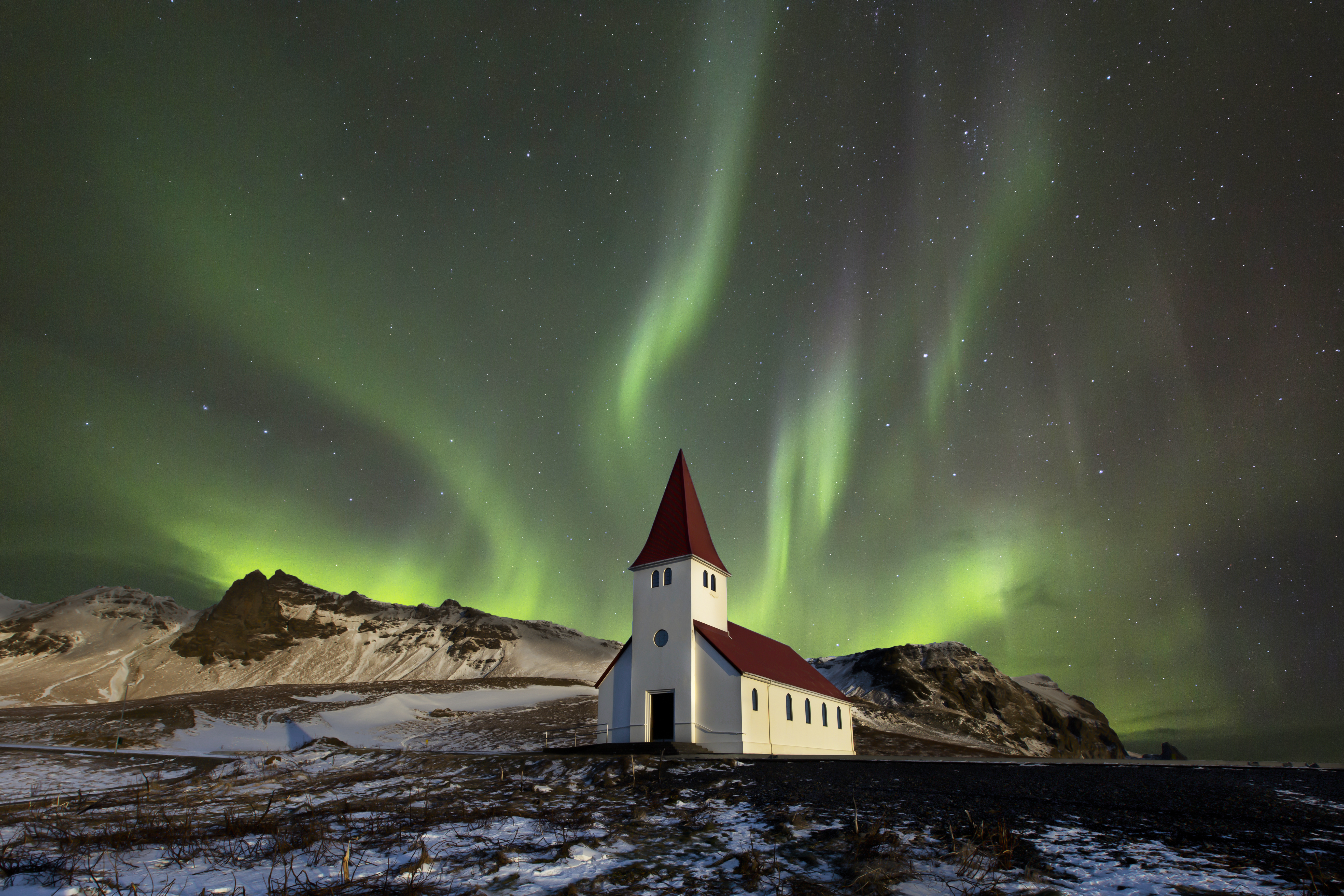
极光下的冰岛小屋

冰岛曾有4个国家公园，分别是辛格维利尔国家公园、斯奈山冰盖国家公园、斯卡夫塔山国家公园和杰古沙格鲁夫尔国家公园。2008年，斯卡夫塔山国家公园和杰古沙格鲁夫尔国家公园合并为如今的瓦特纳冰川国家公园。冰岛目前有3个国家公园：
- 辛格维利尔国家公园（Thingvellir），位于冰岛西南部，首都东部50公里处，公元930年冰岛早期移民在此处举行第一次全国“人民代表大会”，成立了世界上最早的由民主方式选举出来的议会和第一部冰岛宪法。这儿风景优美，以欧亚大陸板塊和北美洲板塊的断裂谷地和纯净幽深的议会湖而著名世界。此公园也是世界文化和自然遗产风景胜地。
- 瓦特纳冰川国家公园（Vatnajökull），位于冰岛东南部，是冰岛面积最大的国家公园及自然保护区。该公园集冰川，火山，峡谷，森林，瀑布为一体，景色壮观。公园内最著名的景点是杰古沙龙冰河湖[36]。
- 斯奈山冰盖国家公园（Snæfellsjökull），位于冰岛西部斯奈山半岛上，环斯奈山冰盖而建。

## 人口
1703年冰島舉行第一次人口普查，當時人口為50358，至1801年降到47240。19世紀人口略有增加，1901年增到78470。20世紀初期經濟成長迅速，人口也相對猛增，1940年達到121474。在第二次世界大戰期間以及戰後初期，生活水準迅速提高，人口增加率也快速上升；年增加率在1950年代達到頂峰，而自1960年以來即不斷下降，主要原因是出生率降低並不斷有人移出。进入1990年代后随着冰岛经济快速发展，出生率有所提高，冰岛人移民数量减少，而东欧和亚洲移民移入数量逐年增多，人口增加很快。到2006年1月9日，冰岛人口已达到30万人。据冰岛国家统计局2006年3月28日发布的资料，2005年，冰岛总死亡人数为1836人，其中男945人，女891人，死亡率约0.64%，男子寿命平均78.9岁，女子82.8岁。因為人口少，所以通常與陌生人追溯前三代的祖先，就會發現其實彼此是有親戚關係的。
最近数十年来，冰岛婴儿死亡率大幅下降，2001年至2005年期间新生儿死亡率0.25%，是世界婴儿死亡率最低的国家。其他北欧国家婴儿死亡率略高，芬兰0.31%，挪威0.35%，丹麦0.44%。
目前人口為332,529，散布在103,000平方公里(40,000平方英里)的國土上。
基督教是冰島的主要宗教，约60.9%的人口为新教信義宗的冰島國教會，其余11.5%的人口为天主教及其他教派教徒。而約25.2%的人口是無宗教，無宗教人口在21世紀時逐漸提升。1.5%人口信仰Ásatrúarfélagið，是一個日耳曼多神教運動的宗教組織。0.9%信仰其他宗教。

## 語言
冰島語是冰島的官方語言，但与此同时冰島的学校也必須教授英语和丹麦语。

## 文化
根據經濟合作暨發展組織的報告，冰島人的生活滿意程度較高。2010年6月27日，冰岛正式成为世界上第九个承认同性婚姻的国家。同一天，冰岛時任总理约翰娜·西于尔扎多蒂與她的长期同性伴侣結婚。

### 文學
冰岛最为著名的古典文学作品是「冰岛薩迦」，一种人们开始定居在冰岛的时代写下的散文史诗，内容主要是英雄故事和家族传奇。其中最著名的是《尼雅尔萨迦》和描写发现格陵兰和文蘭以及向那里殖民过程的《和》。
- 文學成就有
  - 尼亚尔萨迦史诗（Brennu-Njáls saga）
  - 詩體埃達（Sæmundaredda）
  - 散文埃達（Snorra-Edda）
- 20世纪末冰島的文化成就
  - 方糖樂團（英语：The Sugarcubes）
  - 碧玉
  - 诗格洛丝（Sigur Rós）

雷克雅未克於2011年成為聯合國教科文組織的文學之都。而冰島人均擁有全球最多的图書館。相對人口而言，冰島進口和翻譯書籍、雜誌的數量乃世界之冠。同時全國有一成人口會在一生中出版書籍。大部分書在九月尾至十一月頭間售出，此段時間被稱「Jolabokaflod」，意即聖誕書潮。書潮開始時，冰島出版者協會向各住戶免費派發名為 Bokatidindi 的目錄，向國民介紹所有新出版的書籍。

### 藝術
冰島的自然景觀成為藝術家重要的創作靈感。近年國內藝術家數量大增。雷克雅未克藝術博物館和冰島國立美術館為國內主要藝術場地。

### 飲食
冰島的主食是魚類、羊肉和乳製品，很少使用草藥或香料。因為氣候嚴寒，水果和蔬菜不是冰島傳統菜餚，即使現代農業暖房普及後蔬果產量增加，但多數冰島人仍維持舊有的飲食習慣。
冰島人的早餐與多數西方國家相同，包括煎餅、麥片、水果和咖啡，而午餐多採用餐館內的自助形式。多數冰島人每天主餐是晚餐，海鮮菜餚通常以煙熏、醃製、煮沸或乾燥方式製作；羊肉是肉類主食，往往採煙熏或鹽漬方式製作。
由於過往的食材缺乏，許多古老的菜餚充分利用了羊隻的每一部分，例如slátur將內臟與血液一起切碎後塞在羊胃中烹調。海岸峭壁上的海雀也是冰島人的獨有美食，通常通過燒烤食用。馬鈴薯泥、醃白菜、青豆和黑麥麵包則是常見的配菜。
咖啡在冰島非常受歡迎，2016 年該國的咖啡人均消費量在全球排名第三。可樂也受到高度喜愛，冰島是世界上可樂人均消費量最高的國家之一。
冰島的典型酒精飲料是brennivín，是一種由馬鈴薯蒸製而成的杜松子酒，用香菜籽調味，風味類似於斯堪地納維亞的brännvin。因為酒精太過強烈，所以有 svarti dauði（黑死病）的稱號。冰島的現代釀酒廠生產伏特加、杜松子酒、苔蘚杜松子酒、樺木味杜松子酒和利口酒。自1989 年起，冰島不再禁止販售烈性啤酒，因此一種低酒精啤酒和伏特加的混合飲料bjórlíki，開始流行。
冰島的特色餐飲有：
- 冰島優格：skyr
- 冰島啤酒：gull
- 冰島馬糞糖：lakkris
- 羊頭餐：svid
- 血布丁：Slátur
- 鱈魚舌：gellur

### 體育
手球被稱為冰島國技，冰島國家手球隊更是全球排名第二十。
冰島亦以足球聞名，雖然是小國寡民，但冰島國家足球隊曾於2016年歐洲國家盃以2:1擊敗勁旅英格蘭，成為一時佳話。冰島國家隊亦於2018年國際足協世界盃D組比賽以1:1迫和阿根廷，此次比賽更有一成國民入場支持，可見冰島人十分投入足球比賽，更足見國民團結程度之高。
冰島駐香港名譽領事Hulda曾指出在冰島女生也可以在球場上大放異彩，并且女子足球亦有相當驕人的成績，世界排名19，比男足的22還要高。
而國家足球隊的球員亦會到社區教足球，2012年加入國家隊前鋒保特華臣亦成立基金令窮苦的兒童可以一起踢球。
國內有多個地熱戶外游泳池供國民在溫水中暢泳。
除此之外，籃球、滑雪、攀山、馬術和遠足也受國民歡迎。

## 教育
冰岛教育发达，全国在校学生约10万人，占全国人口的三分之一。其中大学生有1.6万人。全国有9个高等院校，最大的是冰岛大学（Háskóli Íslands），2006年在校学生超过9000人，包括教师职工超过1万人。

## 交通

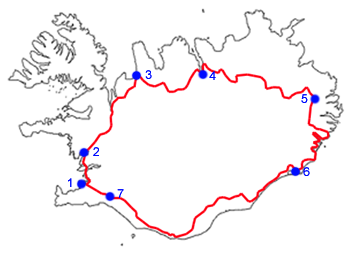
冰岛环岛公路

冰岛人均拥有汽车量很高，每1.5个居民有一辆车，它是主要的运输方式。由于冰岛地形崎岖、人口稀少，个人的主要交通方式是乘坐小汽车。冰岛有巴士服务却没有公共铁路运输服务。来往于两个主要城镇之间可能要搭乘国内航班。进出冰岛只能通过海路或航空运输。冰岛的大部分交通基础设施集中靠近大雷克雅未克区，因为冰岛国内三分之二的人都住在那里。

## 國防

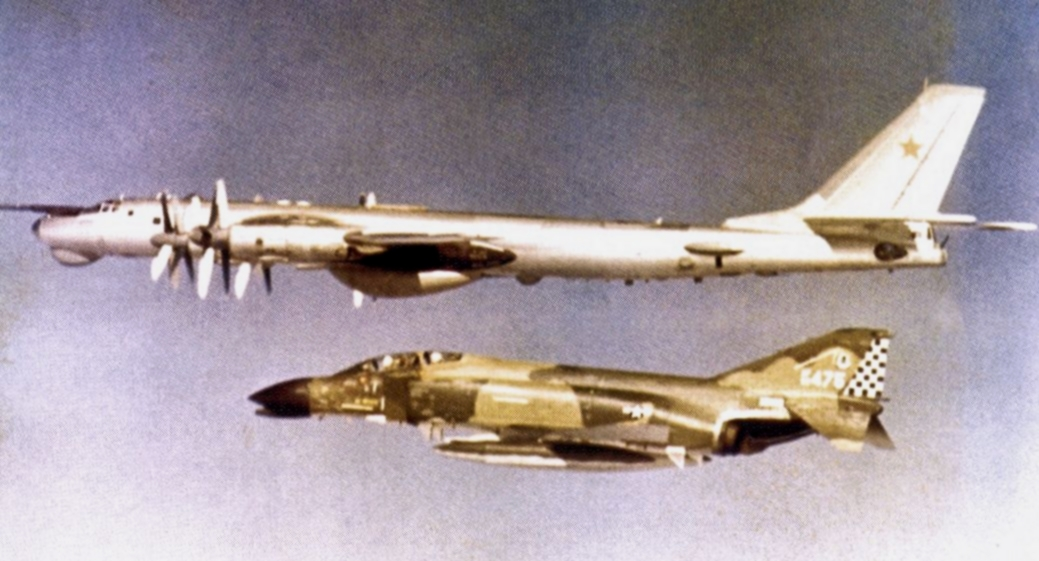
1973年，美國駐冰島空軍第57戰鬥攔截機中隊的一架F-4C幽靈II戰鬥機由冰島凱夫拉維克海軍航空站起飛，攔截入侵冰島防空識別區的蘇聯空軍Tu-95轟炸機

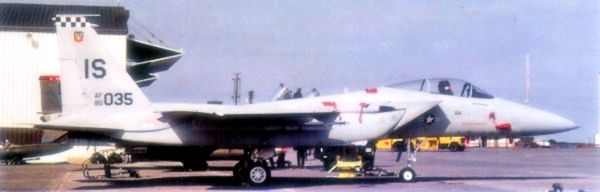
1986年，美國空軍第57戰鬥攔截機中隊部署在冰島凱夫拉維克海軍航空站編號80-0035的F-15C鷹式戰鬥機

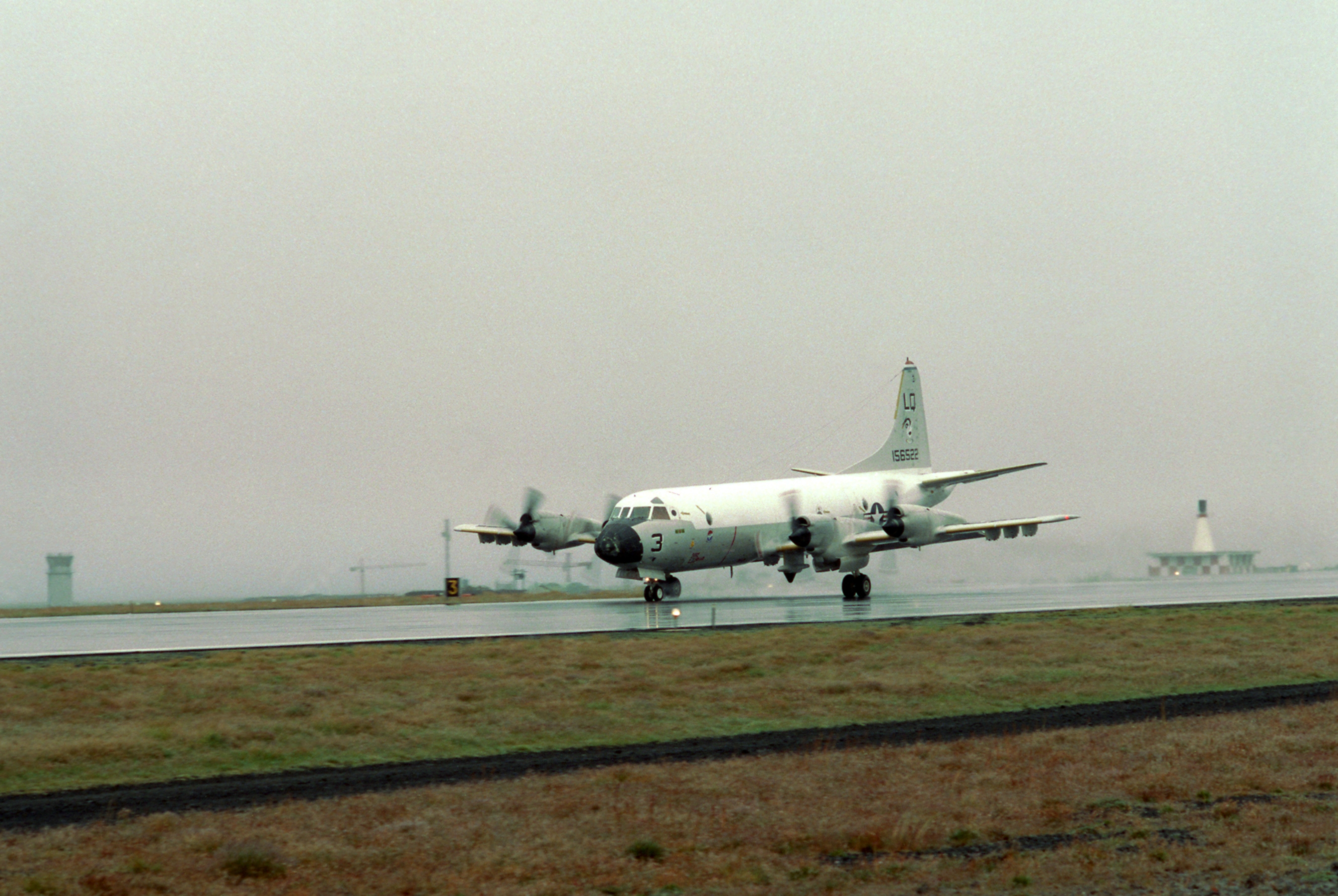
1977年，美國海軍一架P-3獵戶座海上巡邏機降落在凱夫拉維克海軍航空站

冰島未設立正規軍隊，而是在1951年與美國簽訂防務協定，由美國負責其防務。
位於凱夫拉維克海軍航空站的第57戰鬥-攔截機中隊是一個攔截中隊，也是美國空軍駐冰島的主力部隊，負責監視北大西洋的格陵蘭島、冰島和英國的缺口，形成了在冷戰期間的咽喉要道。第57攔截中隊將響應地面控制攔截 (GCI) 和在冰島設立的警戒室發出的警報；GCI站向雷達範圍內發現的不明飛機引導其攔截。在冰島的防空識別區 (ADIZ) 內攔截了1,000多次蘇聯軍機。
但是，美國駐冰島軍隊在911事件後及美國裁軍影響於2006年9月完全撤出冰島。2007年4月，冰島再與挪威和丹麥達成防務合作協議。由挪威、丹麥兩國以及本地的民防組織提供軍事保護冰島的防務安全。

### 冰島海巡隊
軍人約170名，並有3艘巡邏艦、5架直升機。

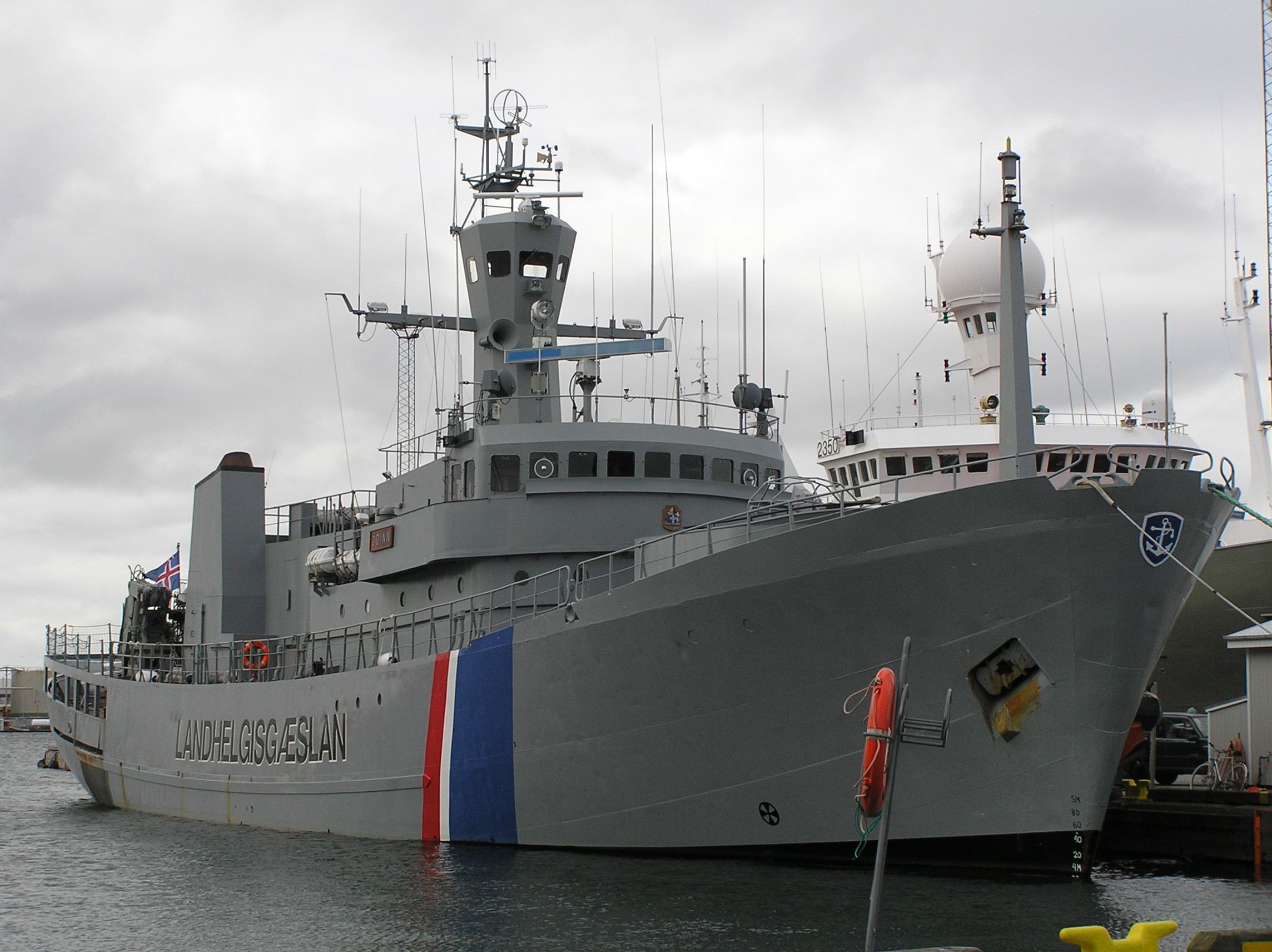
冰島海岸警衛隊Óðinn号舰艇

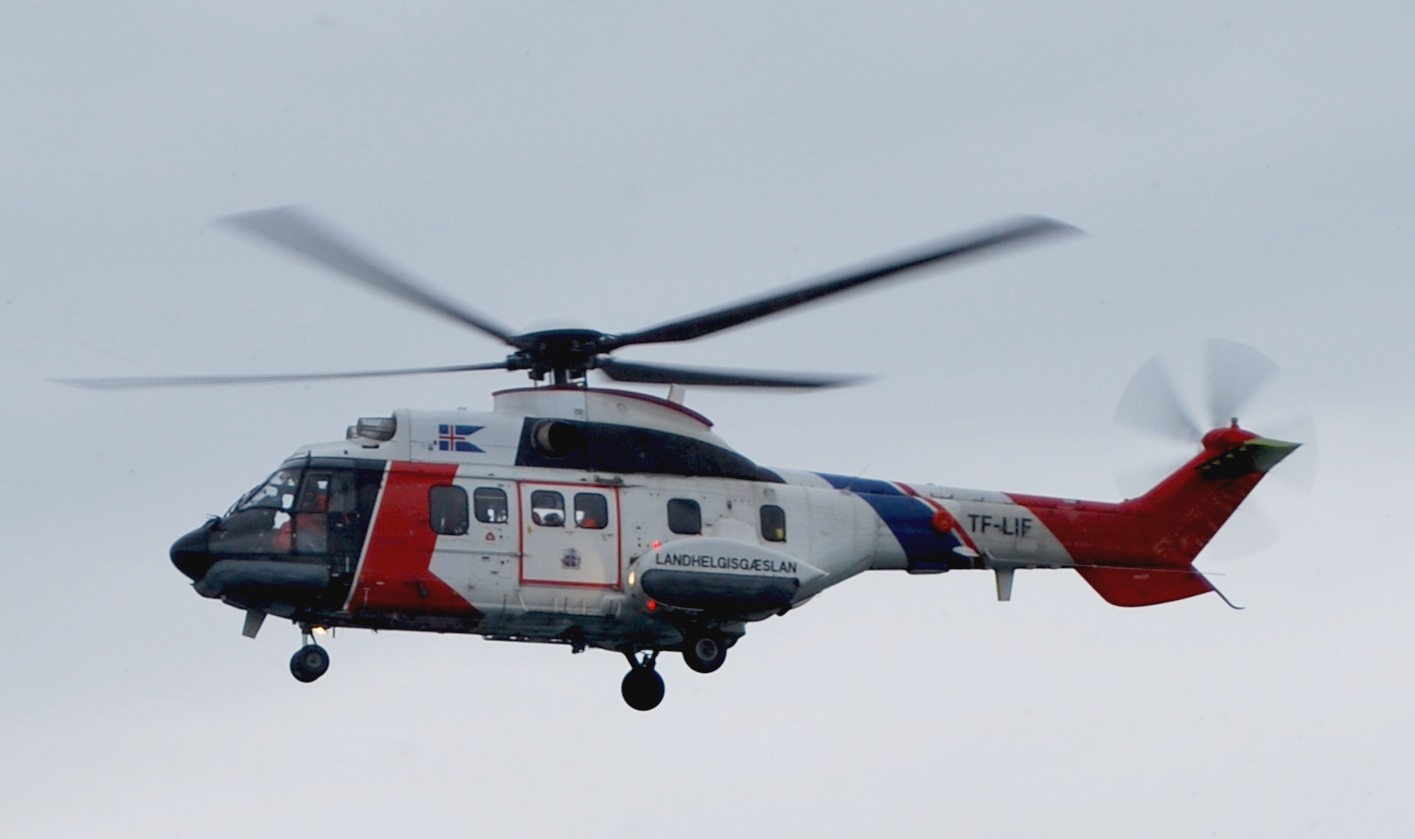
冰島海岸警衛隊的一架超級美洲獅直升機

冰島雖然由他國達成防務合作協議；但是，仍保有一支武裝部隊，即是冰島海巡隊，又稱海岸警衛隊（Landhelgisgæsla Íslands）及附屬飛行隊，這支武裝部隊在鱈魚戰爭中扮演重要角色。目前冰島海岸警衛隊擁有3艘千餘噸級遠洋巡邏艦和1艘海洋水文調查船；飛行隊則有一架超級美洲獅直升機、一架海事偵察機及2架租用直升機（歐洲直升機公司AS-365N2海豚）。

### 冰島危機反應部隊
部署人員約200名。
冰島危機反應部隊（ICRU），是由冰島民防署隸屬，部署人員包括冰島警察、冰島海岸警衛隊和國家民防組織等其他專業機構組成，主要任務是參予國際的人道救援及維和行動。

### 國家警察專員特別隊
部署人員約55名。
即Special Unit of the National Police Commissioner，又稱維京部隊，或譯海盜隊（英语：The Viking Squad），為冰島的精銳反恐部隊，主要任務在保護國內外政要的安全、反恐、處理國家安全與支援警察勤務。海盜隊有五個主要刑事隊：
- A隊（Alpha Squad）：拆彈小組，從事拆解炸彈、處理爆破物。
- B隊（Bravo Squad）：帆船隊，從事海上行動、潛水、水下作戰與行船。
- C隊（Charlie Squad）：狙擊隊，狙擊任務、目標偵察。
- D隊（Delta Squad）：情報組，反恐的情報、監視和滲透；仿效美國的三角洲特種部隊。
- E隊（Echo Squad）：空降隊，反飛機劫持、跳傘、突擊行動和港口安全。

## 媒體
- 冰島國家廣播（RÚV）